# Paratext
Paratexty (tzv. sekundární texty) jsou příslušenstvím knižního i mimoknižního prostoru, v němž se odehrává proces literární, resp. knižní komunikace. Podle místa výskytu lze rozlišit paratexty na vnější (tzv. epitexty) a vnitřní (tzv. peritexty).

## Typy
Epitexty (též vnější paratexty, mimoknižní paratexty, sekundární mimoknižní texty, mimoknižní ne-texty) jsou všechny sekundární texty, které existují v okolí knihy a vstupují do procesu literární komunikace mezi autorem a příjemcem textu.
Peritexty (též vnitřní paratexty, knižní paratexty, sekundární knižní texty, knižní ne-texty) obklopují či vyplňují primární text v jeho bezprostřední blízkosti, tj. jsou součástí knihy jako fyzického celku (např. titul, jméno autora, záložkový text, předmluva a doslov, poznámka, obsah, propagační a reklamní texty).
Oba typy paratextů se dále člení na:
- verbální (např. titul díla, záložkové texty, předmluva a doslov, poznámky) a neverbální (např. formát, ediční řada, písmo, papír) paratexty,
- veřejné (např. titul, jméno autora, tištěné věnování, prolog, epilog, komentáře či záložkové texty) a privátní (např. rukopisné věnování či rukou dopisované poznámky) paratexty,
- autorské (např. autorská předmluva, autorská poznámka, titul, motto), vydavatelské (např. ediční poznámka, záložkový text, doslov, texty s technickými a vydavatelskými údaji) a mediátorské (např. anotace knihovny, reklamy obchodu) paratexty.